# Antonia (burcht)

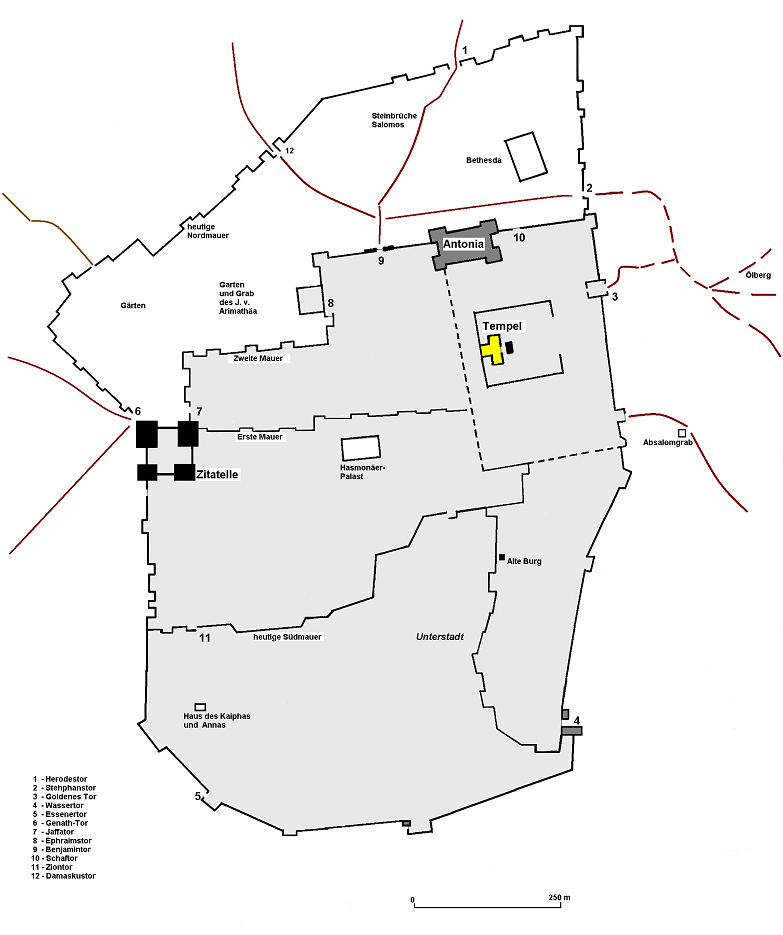
De tempel met de burcht Antonia in Jeruzalem (1e eeuw n.Chr.)

De burcht Antonia was de door Herodes de Grote gebouwde vesting tegen de noordwestelijke hoek van de Joodse tempel in Jeruzalem, op de plaats waar de noordelijke en de westelijke zuilengalerij van de tempel samenkwamen. De vesting lag op een rots die ongeveer 25 m hoger lag dan de tempel zelf en die rondom steil naar beneden liep.

## Eerdere vestingen
Reeds eerder hadden op de plaats van de burcht Antonia vestingen gelegen. De eerste vesting op deze plaats werd gebouwd in de tijd van Nehemia en wordt in de Hebreeuwse Bijbel aangeduid als de Honderdtoren. In later tijd gebruikten de Seleuciden deze vesting om er Syrische troepen te huisvesten. Judas Makkabeüs veroverde de vesting echter en verwoestte deze.
In de tijd van de Hasmoneeën werd op deze plaats een nieuwe vesting gebouwd, Baris genaamd. Volgens Flavius Josephus was het Johannes Hyrkanus die de vesting bouwde. De Hasmonese koningen, die tevens hogepriester waren, maakten gebruik van de vesting in periodes waarin zij hun hogepriesterlijke taken moesten uitvoeren.

## De Herodiaanse burcht Antonia
Herodes de Grote breidde de van oorsprong Hasmonese vesting uit en bracht nieuwe versterkingen aan. Hij noemde de burcht Antonia, naar Marcus Antonius, met wie hij goed bevriend was en aan wie hij zijn koningschap te danken had. De herbouw van Antonia vond plaats in de eerste vijf jaar van Herodes' koningschap (in ieder geval vóór 31 v.Chr., toen Marcus Antonius in de Slag bij Actium verslagen werd). Het was Herodes' eerste bouwproject in Jeruzalem.
Herodes bedekte de rots waarop de burcht lag met gladde stenen platen, die zowel een verfraaiing vormden als extra beveiliging, omdat het daardoor vrijwel onmogelijk werd tegen de helling omhoog te klimmen. De burcht zelf omgaf hij met sterke muren en een diepe gracht. De muren omgaven een ruimte van ongeveer 150 bij 90 meter. Op alle vier de hoeken plaatste hij torens, waarbij de toren die uitzag over het tempelplein iets hoger was dan de andere drie om beter zicht te hebben op wat er in de tempel gebeurde. Bovendien liet Herodes trappen aanleggen die vanuit de burcht direct in de tempel uitkwamen, zodat bij calamiteiten zijn troepen direct konden ingrijpen. Bovendien liep er een geheime onderaardse gang van de oostpoort van de tempel naar de burcht, zodat Herodes wanneer hij zich ergens in Jeruzalem bevond en er zouden calamiteiten uitbreken, toch snel in de burcht zou kunnen komen.
In de burcht zelf liet Herodes verschillende kamers aanleggen, alsmede zuilengangen en badinstallaties. De binnenplaats bood voldoende ruimte om er tenten op te slaan, zodat grote groepen soldaten in de burcht gelegerd konden worden.
Voor Herodes was de burcht van groot belang. Vanwege de politieke invloed die de hogepriester van oudsher onder de Joden had en de risico's die dit voor de onder Joden impopulaire Herodes met zich meenam, wilde hij goed in de gaten kunnen houden wat er in de tempel allemaal gebeurde. Bovendien beval Herodes dat de hogepriesterlijke kleding buiten de Joodse feesttijden om in de burcht Antonia bewaard moest worden, omdat hij meende dat zolang hij de symbolisch geladen kleding in beheer had, het volk niet tegen hem in opstand zou komen.
In later tijd, toen Judea een provincia geworden was, gebruikten de praefecti en procuratores de burcht eveneens om het reilen en zeilen in de tempel te controleren. In deze periode was permanent een Romeins cohort van een van legioenen van Syria in de burcht gelegerd. Tijdens Joodse feestdagen, wanneer het risico op onlusten het grootst was, stelden de soldaten zich in de burcht gewapend en zichtbaar op.

## Nieuwe Testament
De naam van de burcht Antonia wordt in het Nieuwe Testament niet genoemd, maar deze speelt er wel een rol.
Volgens een traditie uit de twaalfde eeuw deed de burcht Antonia dienst als praetorium waar de Romeinse prefect verbleef in de periodes waarin hij in Jeruzalem was, en is dit dus de plaats waar Pontius Pilatus Jezus berechtte. Het ligt echter meer voor de hand dat de praefecti het Paleis van Herodes als praetorium gebruikten, gezien de grotere luxe en ruimere mogelijkheden die deze citadel bood. Bovendien zijn er gegevens in de Bijbeltekst zelf die beter passen bij het paleis van Herodes dan bij de burcht Antonia: het praetorium wordt ook wel als 'paleis' aangeduid, en het stenen plein dat in de Bijbeltekst genoemd wordt kan niet in de burcht Antonia gelegen hebben (op de plaats die men hier in het verleden voor aanwees, blijkt in de eerste eeuw een waterbron gelegen te hebben). Tegenwoordig gaan de meeste historici er dan ook van uit dat het paleis van Herodes en niet de burcht Antonia de plaats is waar Jezus berecht is.
De burcht Antonia komt, zonder de naam te noemen, wel ter sprake bij de gevangenneming van Paulus. Zijn gevangenneming volgde op een opstootje in de tempel. De tribuun kwam met soldaten de trappen af naar de tempel, en Paulus werd gearresteerd, maar hij kreeg volgens Handelingen  21:40 wel de gelegenheid zijn volksgenoten van bovenaan de trappen toe te spreken.

## Joodse Opstand
Aan het begin van de Joodse Opstand in 66 na Chr., vernielden de Zeloten de trappen die vanuit de burcht Antonia toegang gaven tot de tempel. Op die manier ontnamen zij procurator Gessius Florus de mogelijkheid vanuit Antonia direct de bezette tempel te heroveren. Na een korte belegering van de burcht slaagden de Zeloten er bovendien in deze op Florus te veroveren. Zij doodden de in Antonia gelegerde Romeinse troepen en staken de burcht in brand. De verwoestingen bleven echter beperkt. Later in de Joodse Oorlog vormde de burcht een belangrijk bolwerk van de Zeloten. Bij de inname en verwoesting van de tempel in 70 na Chr. is de burcht Antonia uiteindelijk geheel verwoest.

## Archeologie
De informatie die we hebben over de burcht Antonia is geheel gebaseerd op literaire bronnen uit de oudheid. Archeologen hebben de burcht nog niet teruggevonden. Gezien de religieuze gevoeligheden met betrekking tot de Tempelberg, die opgravingen vrijwel onmogelijk maken, ligt het ook niet in de lijn der verwachting dat dit op afzienbare termijn zal gebeuren.